# Triumfetta chaetocarpa
Triumfetta chaetocarpa är en malvaväxtart som beskrevs av Ferdinand von Mueller. Triumfetta chaetocarpa ingår i släktet triumfettor, och familjen malvaväxter. Inga underarter finns listade i Catalogue of Life.